# Saint-Christophe-Dodinicourt
Saint-Christophe-Dodinicourt település Franciaországban, Aube megyében. Lakosainak száma 32 fő (2022. január 1.). Saint-Christophe-Dodinicourt Bétignicourt, Lassicourt, Lesmont, Précy-Saint-Martin, Rosnay-l’Hôpital és Saint-Léger-sous-Brienne községekkel határos.

## Népesség
A település népessége az elmúlt években az alábbi módon változott:
| Lakosok száma | 39   | 41   | 43   | 37   | 33   | 34   | 34   | 33   | 33   | 32   |
|               | 1968 | 1982 | 1990 | 2006 | 2013 | 2015 | 2017 | 2019 | 2020 | 2022 |